# Heinz Krebs

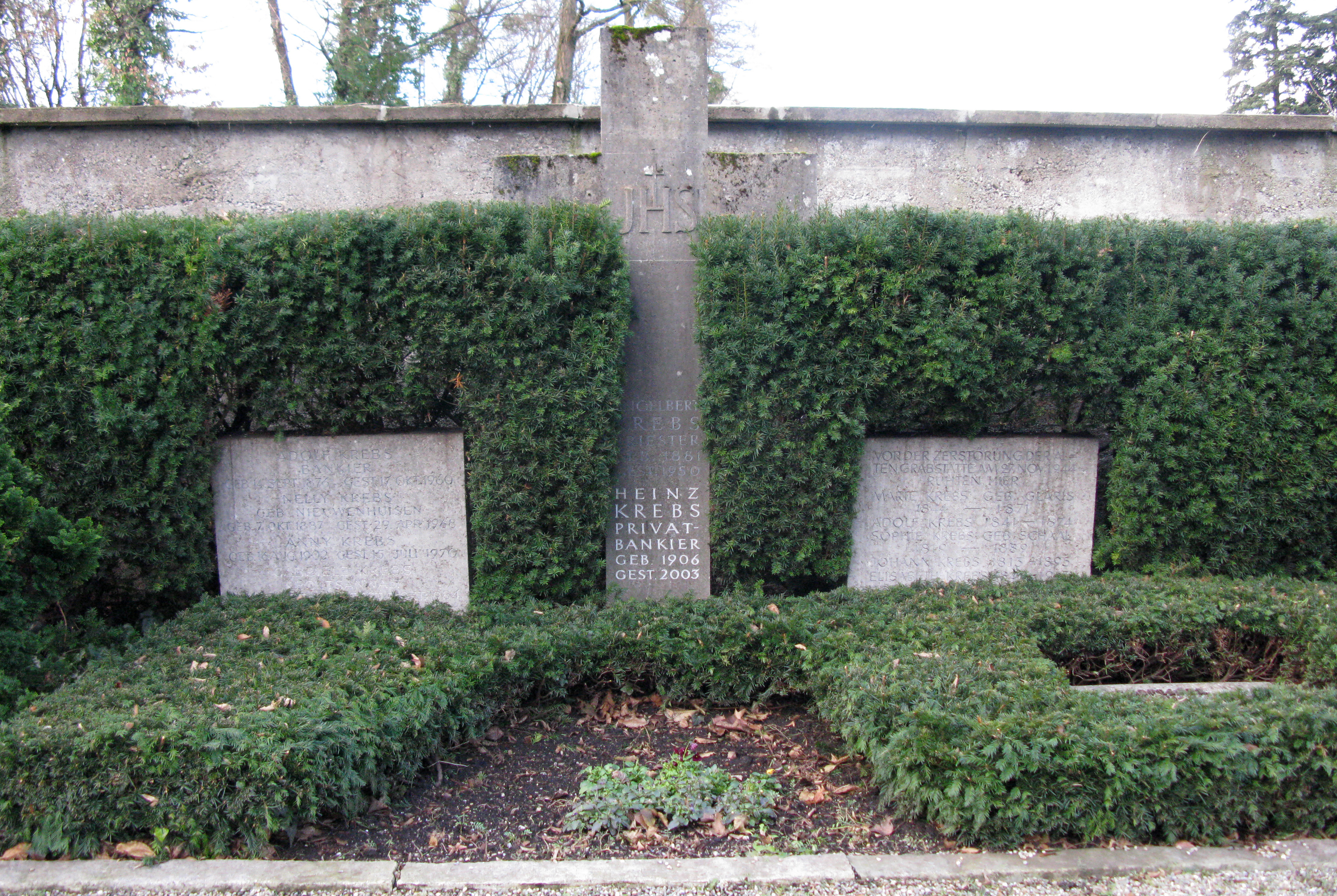
Grab auf dem Freiburger Hauptfriedhof

Heinz Krebs (* 8. Dezember 1906 in Freiburg im Breisgau; † 11. August 2003 ebenda) war ein deutscher Bankier.

## Leben
Heinz Krebs stammte aus einer badischen Bankiers- und Kaufmannsfamilie Krebs. Er war der Sohn des Bankiers Adolf Krebs II. (1876–1960) und zusammen mit seinem Bruder Adolf Krebs III. (1905–) persönlich haftender Gesellschafter des 1721 gegründeten Bankhaus J. A. Krebs in Freiburg im Breisgau, dessen Leitung die beiden Brüder nach dem Tod ihres Vaters übernahmen. Er hatte verschiedene Aufsichtsratsmandate inne, wie bei der Druckerei Badenia AG in Karlsruhe. 1980 zog sich die Familie Krebs nach sieben Generationen aus der Geschäftsführung des Bankhaus J. A. Krebs zurück, das am Aufbau des Freiburger Wirtschaftsraumes entscheidend mitwirkte. Die Bank wurde am 12. Juli 1995 wegen Kreditausfällen geschlossen.
1952 wurde er von Kardinal-Großmeister Nicola Kardinal Canali zum Ritter des Ritterordens vom Heiligen Grab zu Jerusalem ernannt und am 8. Dezember 1952 im Kölner Dom durch Lorenz Jaeger, Großprior der deutschen Statthalterei, investiert.
Am 21. Oktober 1987 erhielt er von der Universität Freiburg die Universitätsmedaille in Bronze.